# Macropsis bicolorata
Macropsis bicolorata är en insektsart som beskrevs av Evans 1941. Macropsis bicolorata ingår i släktet Macropsis och familjen dvärgstritar. Inga underarter finns listade i Catalogue of Life.